# Paul Chahidi
Paul Chahidi, pseudonimo di Giv Paul Khatib-Chahidi (Iran, 22 agosto 1969), è un attore iraniano naturalizzato britannico.

## Biografia
Nato in Iran da padre iraniano e madre britannica. è cresciuto in Iran fino a quando la famiglia se ne andò durante la rivoluzione iraniana nel 1979 e si stabilì nel Regno Unito. Ha frequentato la Dragon School e il Winchester College, prima di iscriversi all'Università di Cambridge dove ha studiato arabo e persiano e desiderava diventare corrispondente estero. Dopo la laurea a Cambridge, ha frequentato la Royal Central School of Speech and Drama.
È apparso allo Shakespeare's Globe e a Broadway in produzioni maschili di La dodicesima notte e Riccardo III. Ha ricevuto nomination al Premio Laurence Olivier e ai Tony Award e ha vinto un Theatre World Award e un Clarence Derwent Award per la sua interpretazione di Maria in La dodicesima notte nel 2013. Nel 2017 interpreta il ministro della Difesa Nikolai Bulganin nella commedia storica Morto Stalin, se ne fa un altro.
Ha avuto un ruolo ricorrente nella serie comica della BBC Three This Country, nei panni del reverendo Francis Seaton. Per questo ruolo, è stato nominato per il Royal Television Society Award per la migliore interpretazione comica.

## Filmografia parziale

### Cinema
- Notting Hill, regia di Roger Michell (1999)
- The Libertine, regia di Laurence Dunmore (2004)
- Venus, regia di Roger Michell (2006)
- The Voices, regia di Marjane Satrapi (2014)
- Undisputed 4 - Il ritorno di Boyka (Boyka: Undisputed), regia di Isaac Florentine (2016)
- Morto Stalin, se ne fa un altro (The Death of Stalin), regia di Armando Iannucci (2017)
- Ritorno al Bosco dei 100 Acri (Christopher Robin), regia di Marc Forster (2018)
- Omicidio nel West End (See How They Run), regia di Tom George (2022)
- Cattiverie a domicilio (Wicked Little Letters), regia di Thea Sharrock (2023)

### Televisione
- The Hour – serie TV, 8 episodi (2011-2012)
- Dieci piccoli indiani (And Then There Were None), regia di Craig Viveiros – film TV (2015)
- This Country – serie TV, 17 episodi (2017-2020)
- Good Omens – serie TV, 5 episodi (2019)
- Chad – serie TV, 18 episodi (2021-2024)
- The Serpent Queen – serie TV, 5 episodi (2022)
- L'ispettore Barnaby (Midsomer Murders) – serie TV, episodio 23x03 (2022)
- Ludwig – serie TV, 1 episodio (2024)

## Doppiatori italiani
Nelle versioni in italiano delle opere in cui ha recitato, Paul Chahidi è stato doppiato da:
- Sergio Luzi in The Voices
- Roberto Stocchi in Undisputed 4 - Il ritorno di Boyka
- Pietro Ubaldi in Morto Stalin, se ne fa un altro
- Manfredi Aliquò in Ritorno al Bosco dei 100 Acri
- Gianni G. Galassi in Good Omens
- Fabrizio Russotto in The Serpent Queen
- Alessio Cigliano in Omicidio nel West End
- Ambrogio Colombo in Cattiverie a domicilio